# Batignolles-Châtillon
La Compagnie générale de Construction de locomotives (Batignolles-Châtillon) était une filiale nantaise de la Société de construction des Batignolles créée en 1917. Elle eut entre autres pour activité la construction ferroviaire et la production d'armement.

## Historique de l'entreprise

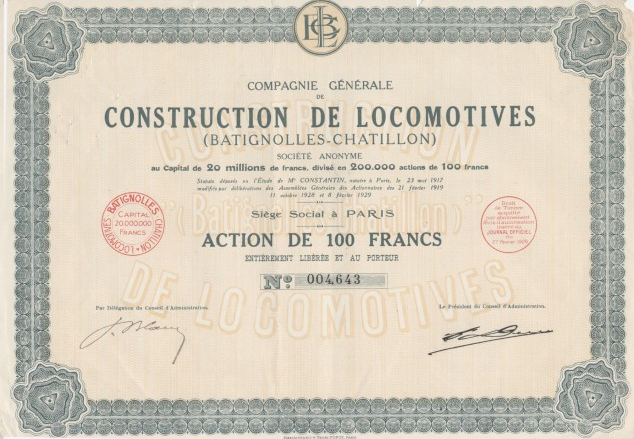
Action de la Compagnie générale de construction de locomotives (Batignolles-Châtillon).

Fondée par Gaston Goüin, la Compagnie générale de construction de locomotives (Batignolles-Châtillon), qui s'installe à Nantes, dans le quartier de la Haluchère, est constituée le 26 mai 1917 à la suite d'un accord entre la Société de construction des Batignolles et la Compagnie des forges de Châtillon-Commentry et Neuves-Maisons dont les apports représentaient presque la moitié du capital social de 18 millions de francs (porté à 23 millions en 1919, 50 millions en 1941, 75 millions en 1945, 250 millions en 1948 puis 500 millions en 1951).
Le siège social est situé au 11 rue d'Argenson (siège de la SCB) puis avenue Kléber, à Paris (16e). Le premier président est Édouard Goüin.
La famille Goüin, qui a de fortes attaches nantaises, acquiert en 1917 auprès de la ville le domaine et le bois de Saint-Georges (Saint-Joseph de Porterie) sur lequel l'usine sera construite, qui est à la fois mitoyen d'un tronçon de la route de Paris (actuel boulevard Jules-Verne) et de la ligne ferroviaire Nantes-Châteaubriant. Le château qui s'y trouve ainsi que ses dépendances (dont une chapelle) sont rasés, tandis que les maraîchers qui exploitaient les terres sont expropriés. Durant les trois années qui suivent des vastes bâtiments en béton précontraint qui sont dus aux entrepreneurs François Mercier et Claude Limousin (selon le procédé Freyssinet) sortent de terres sur une surface de 200 000 m2 parcourue par 7 km de voies ferrées intérieures. L'usine d'une superficie de 16 500 m2 est inaugurée le 16 octobre 1920.
Rapidement, le site qui emploie plus de 3 500 ouvriers, doit loger ces derniers et leurs familles, non nantais dans une forte proportion. À cet effet, l'entreprise crée en 1920 trois vastes cités ouvrières : La Halvêque, La Baratte et Le Ranzay. Celles-ci sont pourvues de rues numérotées, avec un certain nombre de services, notamment un dispensaire, deux écoles (une de garçons et une de filles), une église (Saint-Georges des Batignolles), un bâtiment-cantine et service de santé (dirigé par le Dr Ernest Guyon), ainsi que des terrains de sport et un cinéma.
En 1924, à l'occasion de l'Exposition nationale se déroulant à Nantes, le prince Purachatra de Siam (en) et son neveu le prince Vara Virakoru rendent une visite officielle aux usines et cités des Batignolles, à la suite de l'importante commande de locomotives et de ponts roulants passée par leur frère et oncle, le roi Rama VI. La visite se fait en présence notamment de Jean Roland-Gosselin (président des SCB), de Robert Goün (secrétaire général des LBC), de Pierre Quesnel (secrétaire général de la SCB), du député-maire Paul Bellamy, de MM. Ashwoth et Connagh (contrôleurs anglais des chemins de fer siamois), de l'ingénieur Gabriel Decaris et de René Pradère-Niquet (conseiller légiste du gouvernement du Siam).
En 1928, la Société de construction des Batignolles rompt définitivement avec son implantation initiale en fermant ses ateliers de l'avenue de Clichy, elle fait apport de sa clientèle, ses brevets, études et fabrications de locomotives à sa filiale, la « Compagnie générale de construction de locomotives Batignolles-Châtillon ».
Le 2 août 1933 l'infanterie française établit un programme de développement pour les chars, qui a été modifié à nouveau par le plan 1934 qui prévoyait la construction d'un char léger d'infanterie. Différents fabricants ont déposé un projet et Batignolles-Châtillon travaille sur un char qui restera à l'état de prototype.
Dans le même temps, il répond à une autre demande en proposant une automitrailleuse et un prototype de char amphibie, le DP2. Un nouveau matériel de 15 tonnes dénommé DP3 est présenté en mai 1940 et semble donner de meilleurs résultats. Il est testé en mai 1940 et sabordé lors de l'invasion allemande.  
Durant l'Occupation, l'usine des Batignolles est réquisitionnée pour travailler pour les Allemands. Devenue un foyer de Résistance, plusieurs employés de l'usine (Gaston Turpin, Louis Le Paih, Raymond Hervé et Auguste Chauvin) font exploser le grand pont roulant la nuit du 23 avril 1942. Par la suite, en mars 1943, l'aviation britannique bombarde l’usine.
La section football de l'AC Batignolles fusionne en avril 1943 avec celles de la Saint-Pierre de Nantes, du Stade nantais université club, de l'Association sportive ouvrière nantaise (ASO) et de la Mellinet afin de former le Football Club de Nantes, avec pour ambition de rejoindre l'élite nationale.
Le 24 avril 1947, la section technique de l'Armée de terre demande à la société Batignolles-Châtillon et deux autres constructeurs une offre de prix pour un prototype de char léger.
Les avant-projets des trois constructeurs sont validés en mai 1948, chaque constructeur devant présenter un prototype. Le char est prévu pour porter la tourelle canon de 75 Fives-Lille FL 4 mais aussi une tourelle de DCA élaborée par la SAMM.
Le châssis Batignolles-Chatillon 12T est terminé en juin 1950. Il est testé à Satory en janvier 1951. L'expérimentation se termine définitivement en septembre. C'est l'AMX-13 qui sera choisi.
Entre 1952 et 1955, Batignolles-Châtillon construit un second prototype de char de combat, le Batignolles-Châtillon 25T qui ne sera pas adopté mais dont certaines spécificités seront reprise sur l'AMX-30.
En 1950, la société se lance dans la production de matériel pour l'industrie pétrolière et gazière. 
En 1951, à la faveur d'une augmentation de capital, la SPIE, filiale du Groupe Empain, prend le contrôle de Batignolles-Châtillon. En 1957, la société holding Batignolles-Châtillon est dissoute à la suite de l'apport-fusion fait à la Société des Forges et Ateliers du Creusot.
En 1960 est constituée la société Batignolles-Châtillon-Ruhrthaler (Batiruhr) en association avec la société allemande Ruhrtaler Maschinenfabrik.
En 1985, à la suite de la faillite du groupe Creusot-Loire, l'usine des Batignolles couvrant désormais une superficie de 80 000 m2 est cédée à trois repreneurs :
- l'américain Worthington (en) pour les pompes ;
- l'américain Rockwell pour la production de rotatives ;
- l'allemand GEA pour la fabrication d'aéroréfrigérants et d'échangeurs pour l'industrie pétrolière et gazière. Cette dernière créant d'ailleurs à cet effet la société Batignolles Technologies Thermiques (BTT).

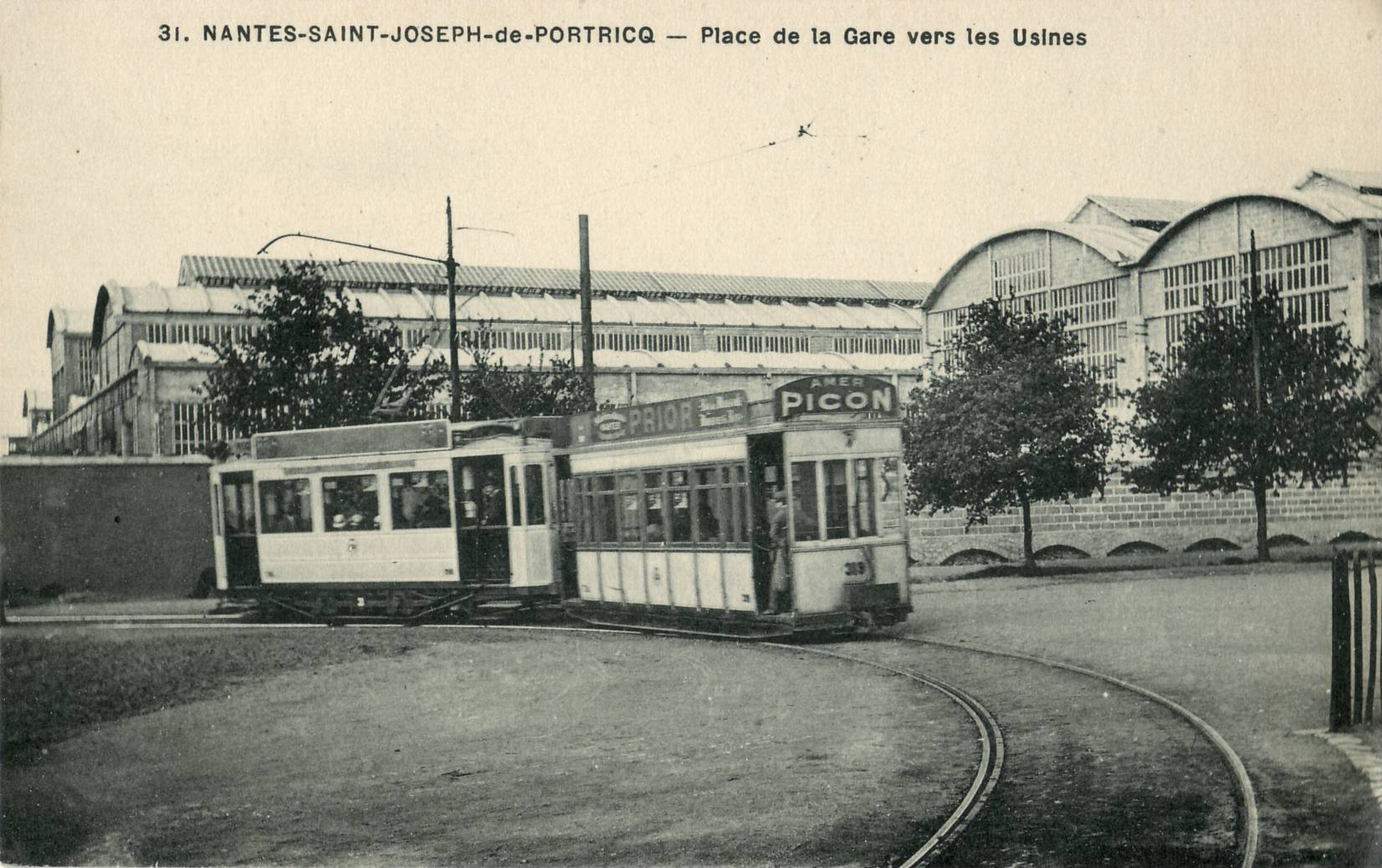
Usines des Batignolles.
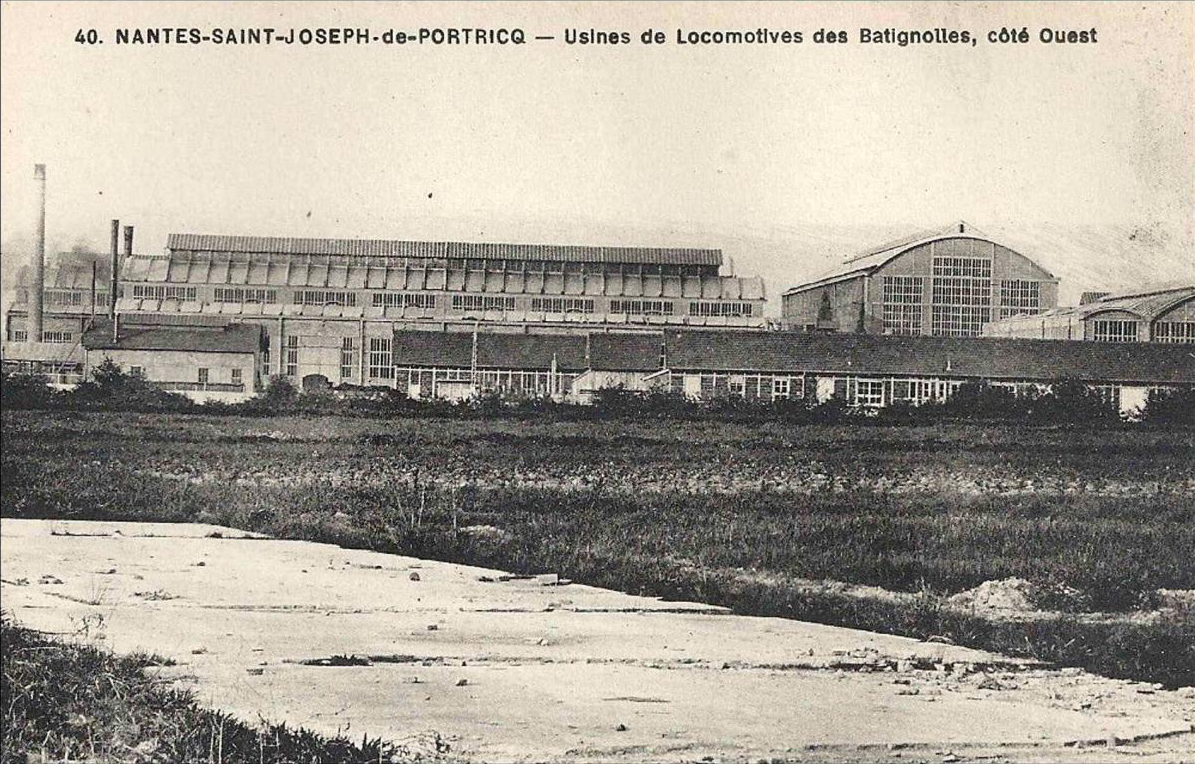
Usines de locomotives Batignolles, côté Ouest.
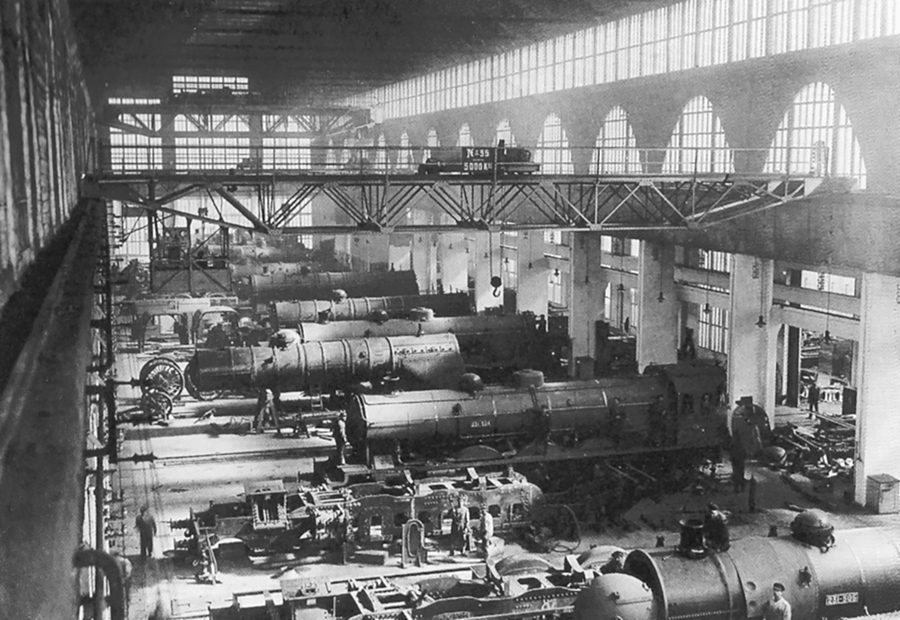
Pacific 231 en construction dans les usines Batignolles.

## Cités des Batignolles
Pour loger les ouvriers et leurs familles, l'entreprise crée ainsi trois vastes cités ouvrières en 1920 : La Halvêque, La Baratte et Le Ranzay. Celles-ci sont pourvues de rues numérotées, avec un certain nombre de services, notamment un dispensaire, deux écoles (une de garçons et une de filles), une église (Saint-Georges des Batignolles) et un bâtiment-cantine, ainsi que des terrains de sport et un cinéma. Les cités, formées par 450 maisons en bois chacune dotée d'un jardin, sont construites par les Établissements Bessonneau, d'où le nom usuel de cités Bessonneau. En 1931, 2 000 personnes seront logées dans ces cités ouvrières.
Ces logements (dont on peut voir une reconstitution au no 31 boulevard des Batignolles 47° 15′ 16″ N, 1° 31′ 37″ O) comportent trois ou quatre pièces. Les murs extérieurs sont constitués de panneaux en bois peint, rouge-brun à double paroi. Les cloisons intérieures et les plafonds ont un enduit en plâtre sur lattis ; un appentis, accolé à l’un des pignons, sert de débarras ; l’ensemble repose sur un socle de béton ; la couverture est en ardoises d’Angers. Elles bénéficient de l'électricité. Au début, les maisons n’ont pas l’eau courante, les cités étant alimentées par des bornes-fontaines, plantées au coin des rues, qui distribuent l'eau potable de la ville. Plus tard, les habitants eux-mêmes équiperont leurs maisons à l’aide de matériaux récupérés plus ou moins clandestinement à l’usine. Il n'y avait pas non plus de WC intérieurs ; des WC publics à 4 compartiments avec fosses étanches de 8 m3 étaient implantés aux points stratégiques des cités. L’assainissement était assuré par un réseau d’eaux usées.
Des trois cités, il ne reste désormais plus rien : Le Ranzay sera démoli en 1965 (le cinéma fermé en 1968, sera rasé en 1998), La Halvêque disparaît en 1972 pour laisser la place à une cité HLM, tandis que La Baratte, laissée à l'abandon dès 1974, est aujourd'hui remplacée par le stade de la Beaujoire.
De leurs côtés, le directeur des usines est logé au manoir de la Renaudière, les ingénieurs au château de la Noë ou bien dans des appartements mis à disposition en ville.
Pour répondre au besoin de logements des ouvriers en 1951, les Batignolles-Châtillon contribuent également à la construction de la Cité des Castors de l'Erdre, en cédant à l'association des Castors le domaine du Launay (le château avec ses terrains) et en lui accordant un prêt de 5 millions de francs.

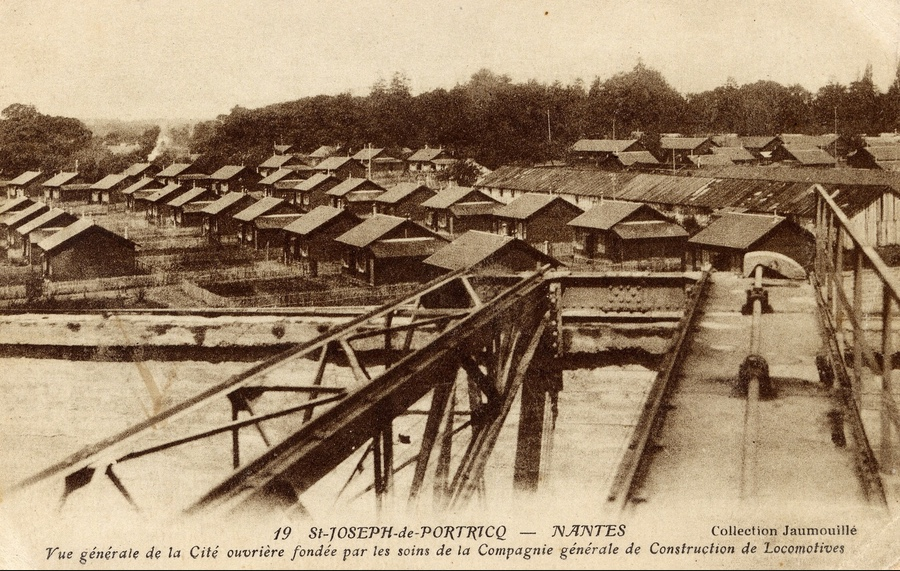
Cité ouvrière du Ranzay.
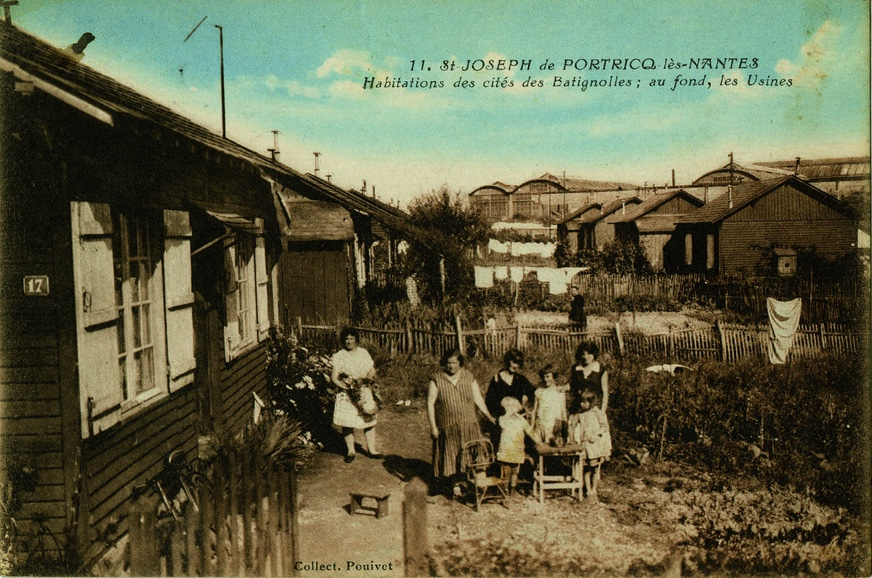
Cités et Usines des Batignolles.
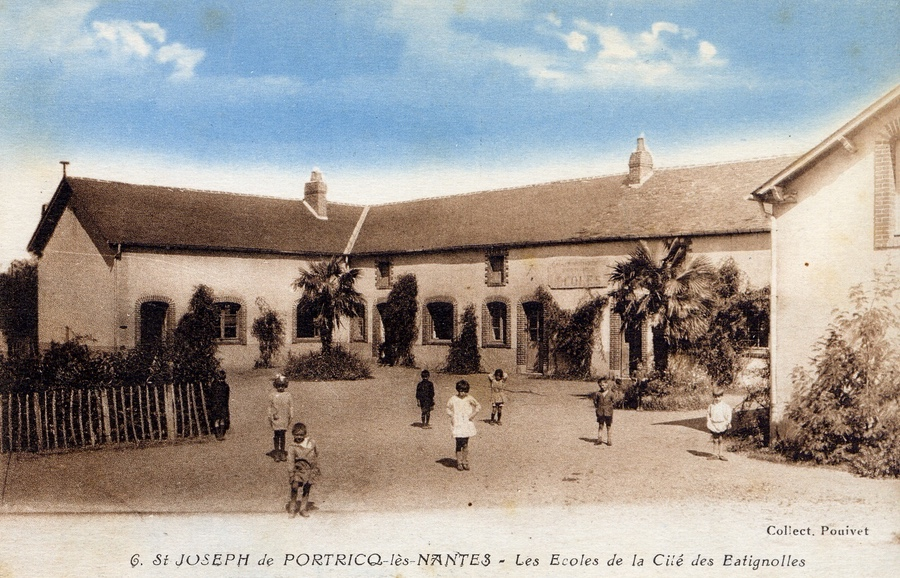
École de la Cité des Batignolles.
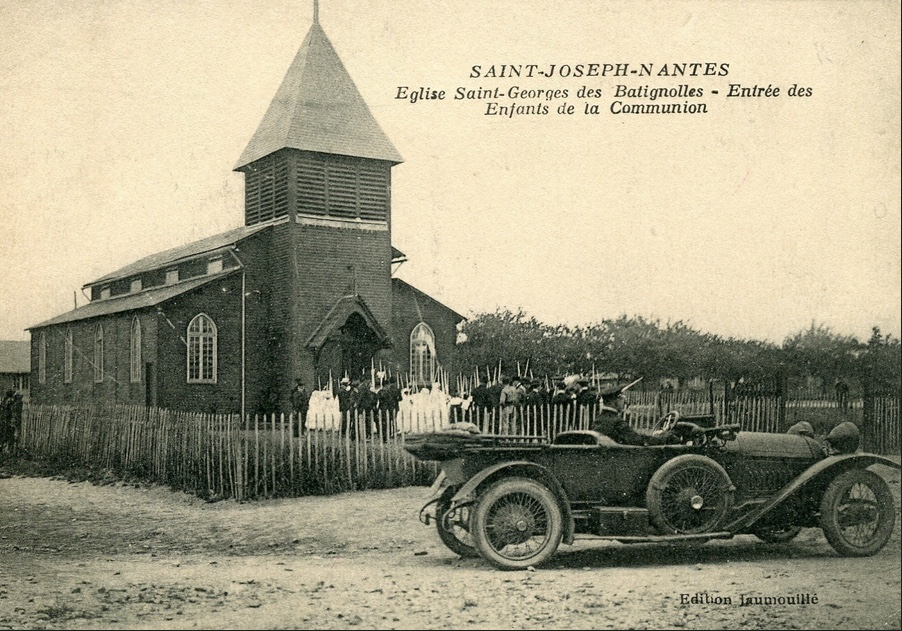
Première église Saint-Georges des Batignolles (1920).

### Maison ouvrière des Batignolles
En 2006 est inaugurée une reproduction des anciennes maisons ouvrières des Batignolles.

## Dirigeants

### Liste des présidents
- 1917- : Édouard Goüin
- Gaston Goüin
- Jean Roland-Gosselin
- Henry Goüin
- Maurice Devies
- Ernest Goüin
- 1961-1963 : Jean-Laurens Delpech
- Jean Forgeot

## Réalisations et productions

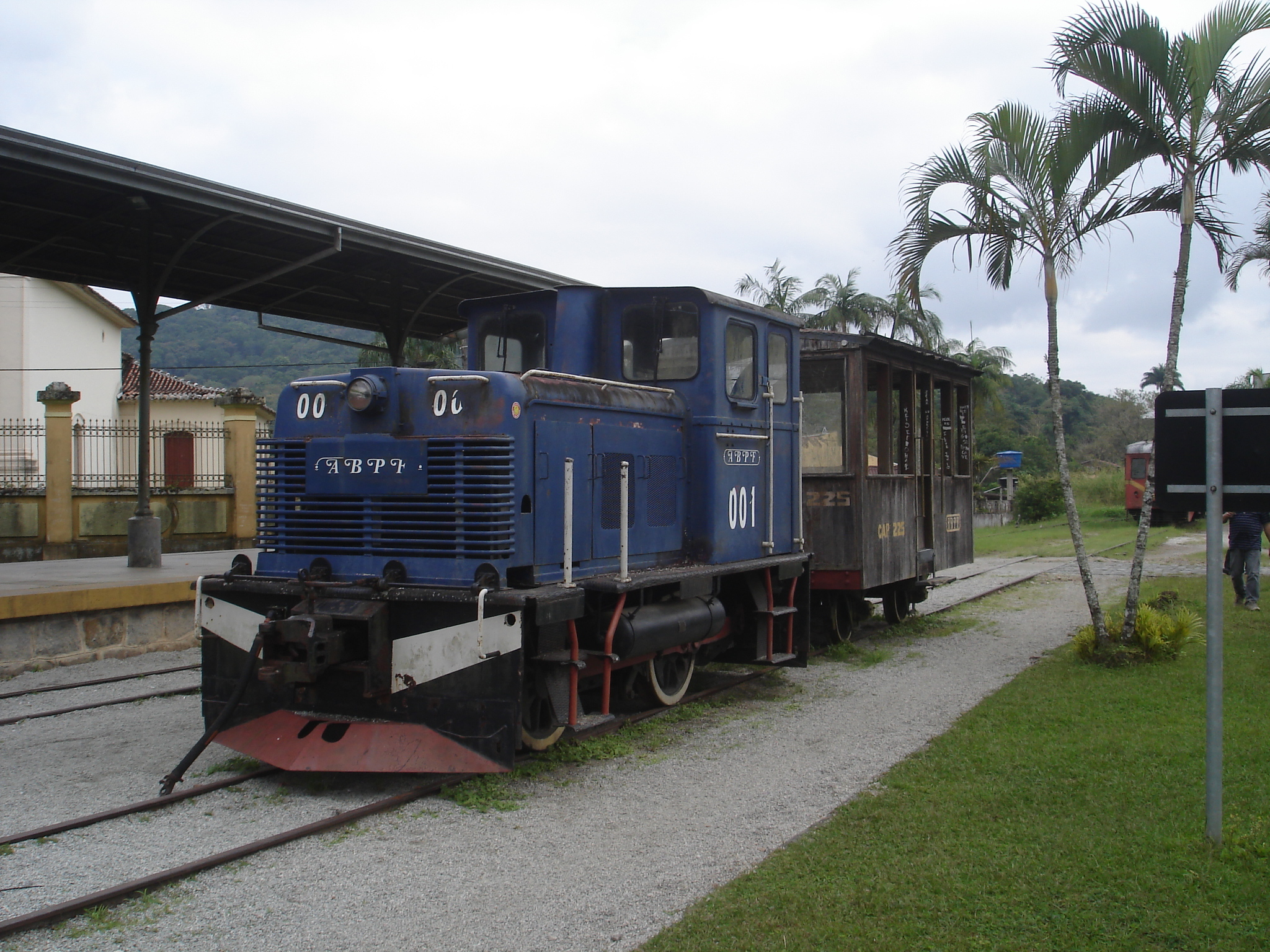
Locomotive fabriquée par Locomotives et Locotracteurs Diesel-SA, exploité par ABPF (pt) à Curitiba (Brésil).
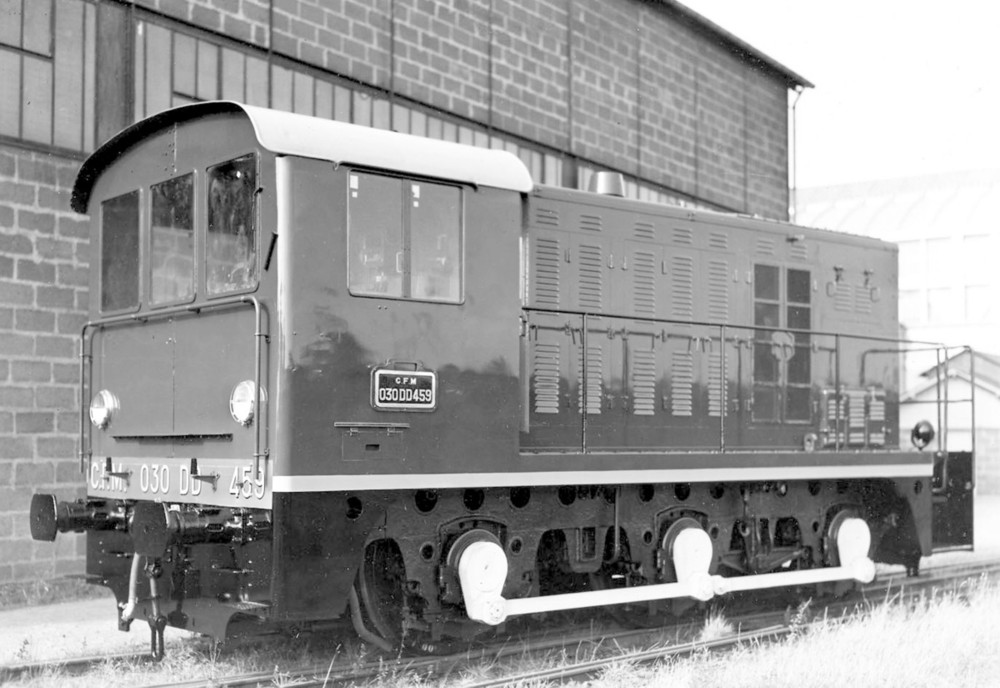
Locomotive CFM.
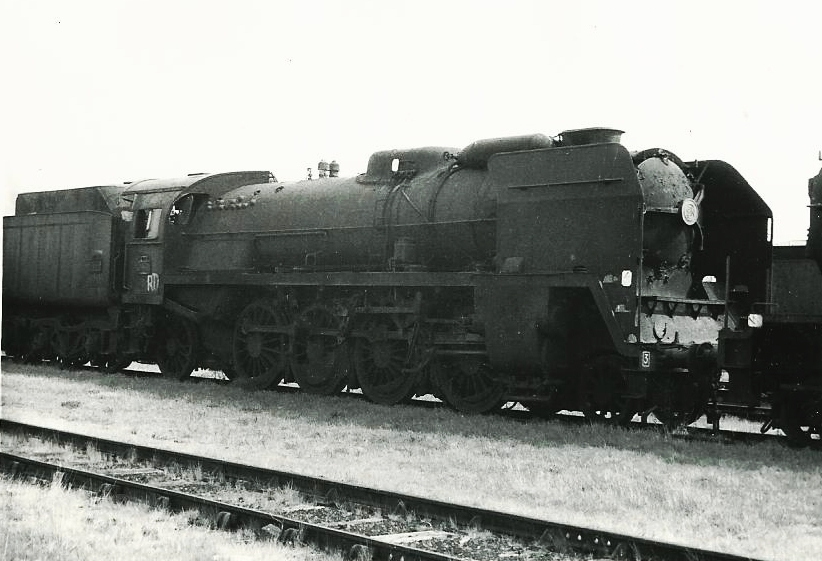
Locomotive 141 P SNCF.
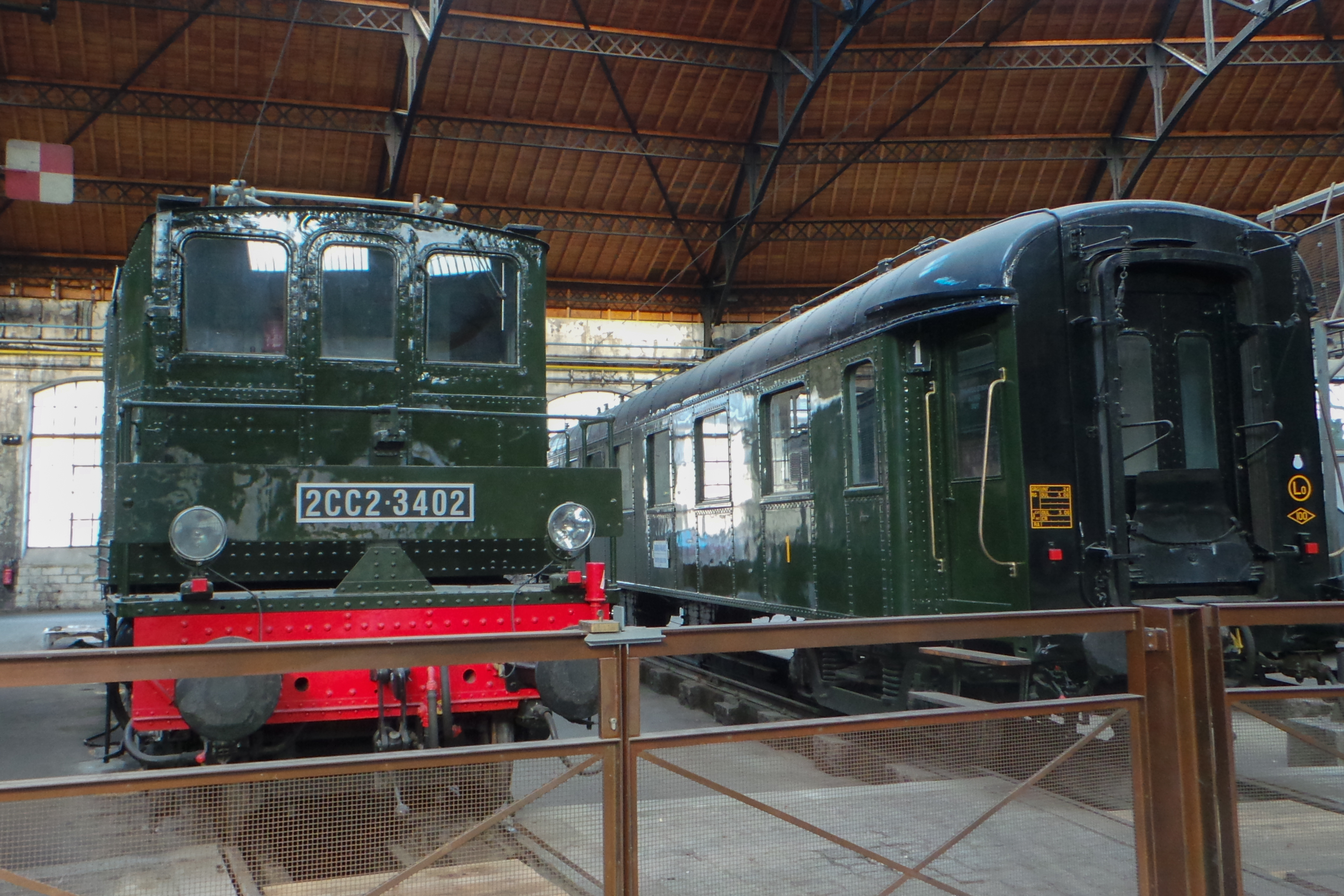
Locomotive 2CC2 3400.
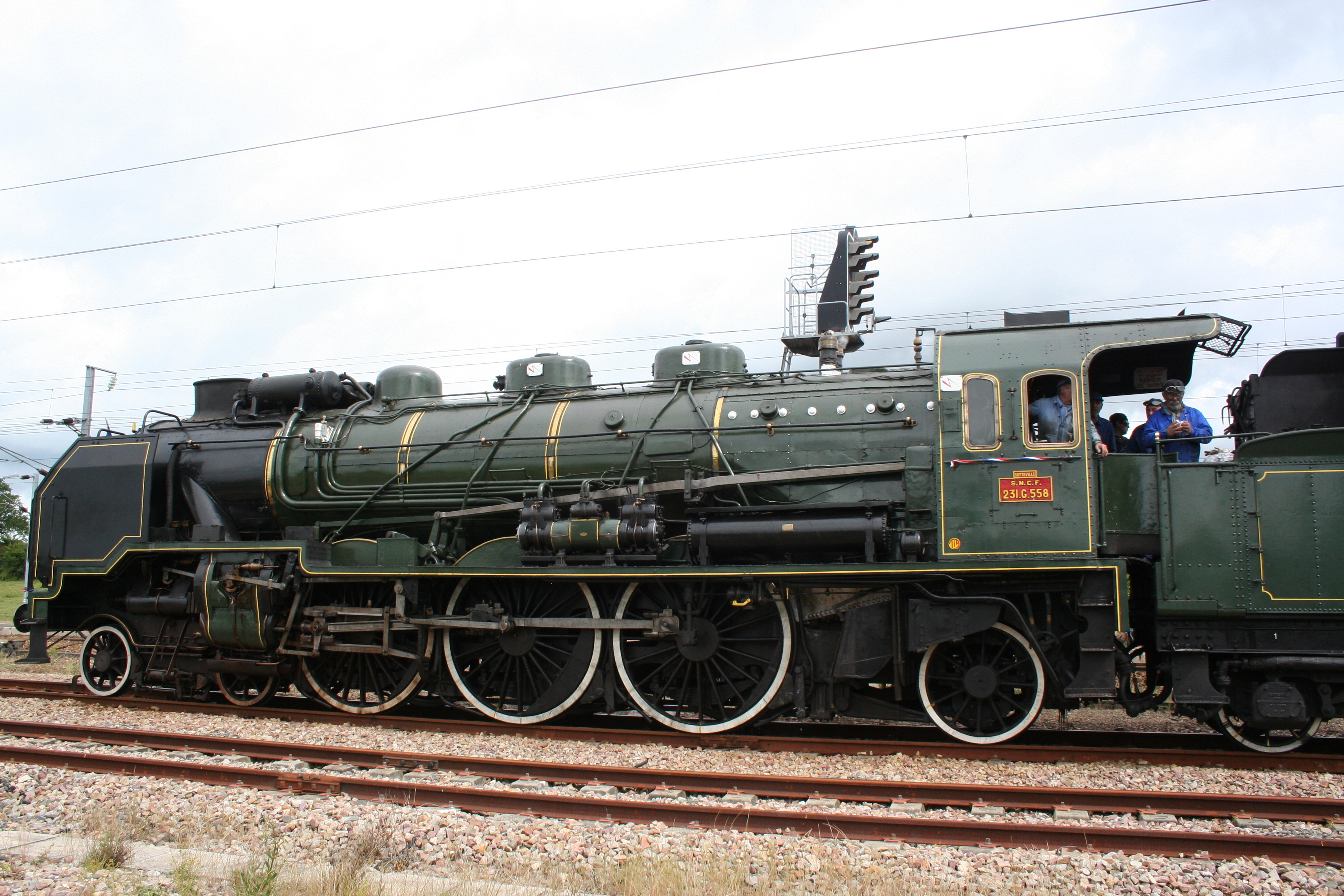
Locomotive à vapeur Pacific, à tender séparé, à voie normale, 231 G 558.
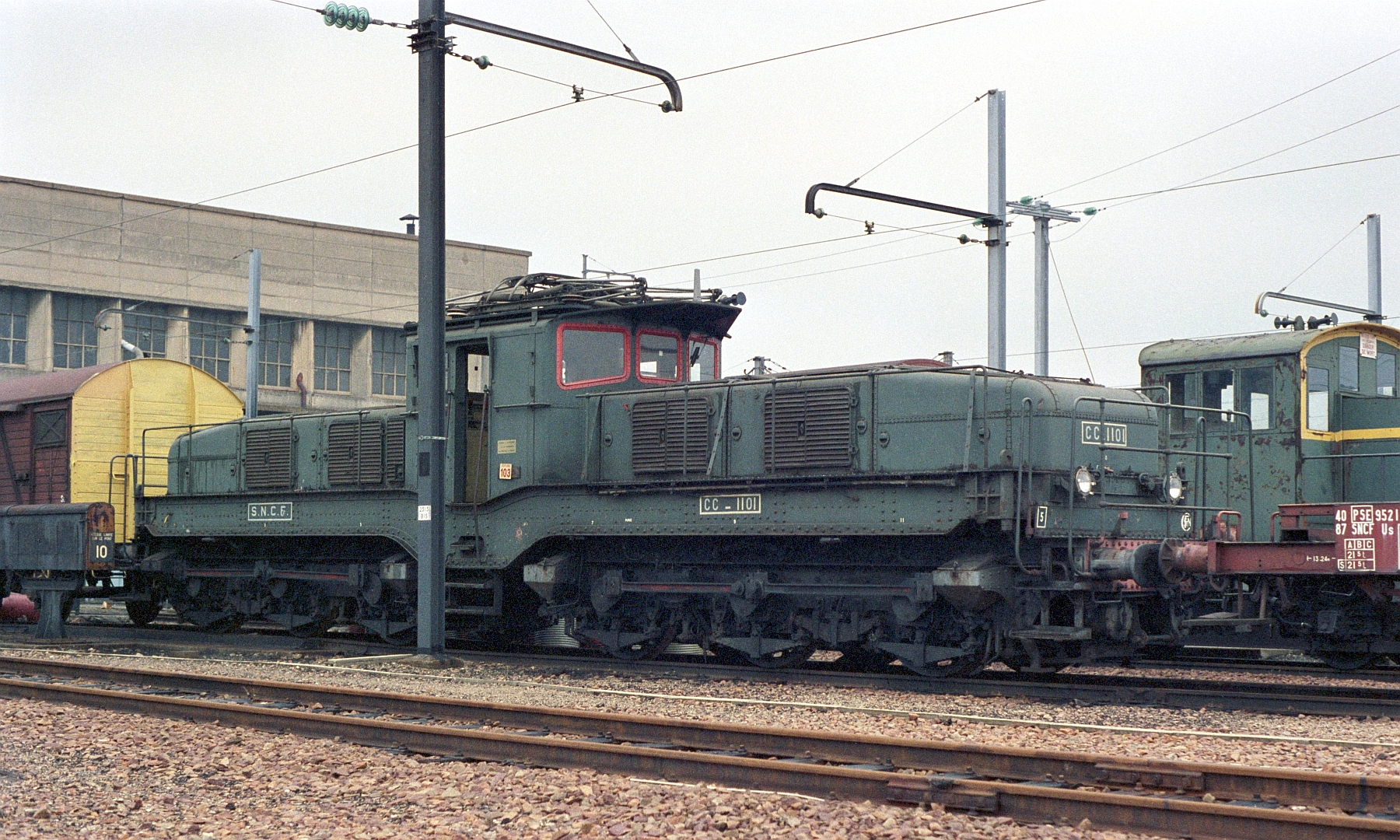
Locomotive CC 1100.

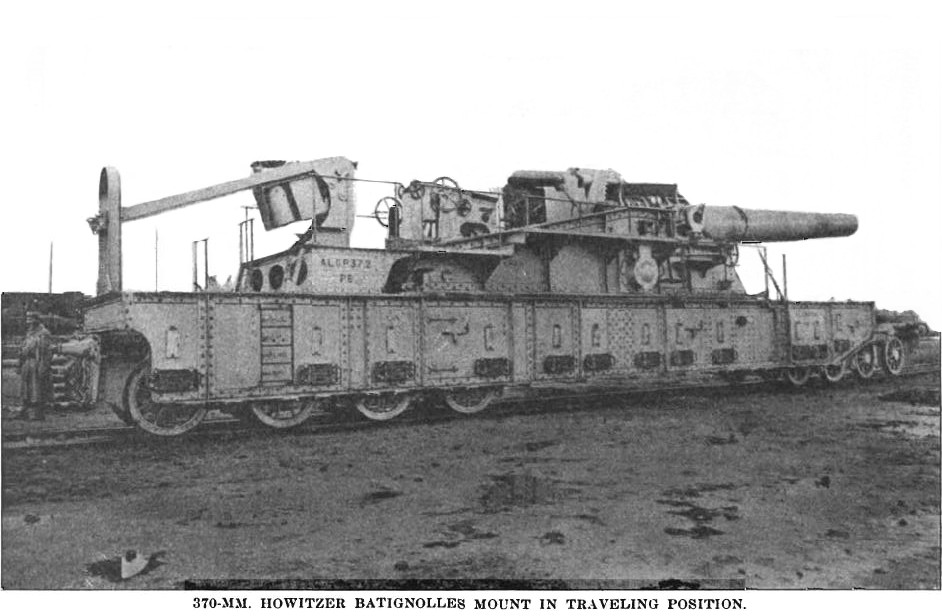
Artillerie lourde sur voie ferrée française en 1917, un canon de 370 mm sur un wagon Batignolles (Obusier de 370 modèle 1915 (en)).
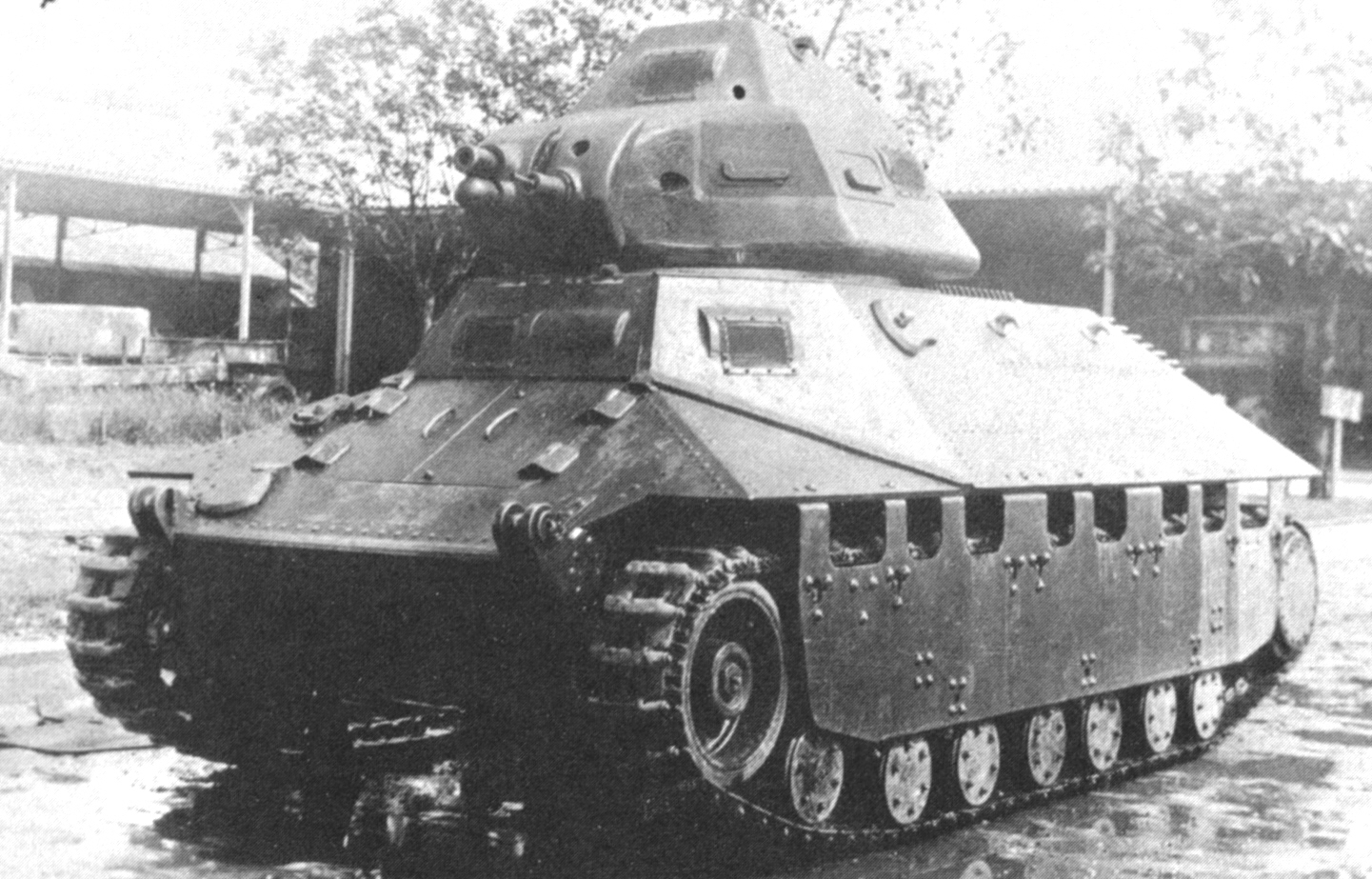
Prototype de char Batignolles-Châtillon (projet 1) construit en 1935. Il n'a pas réussi les essais.
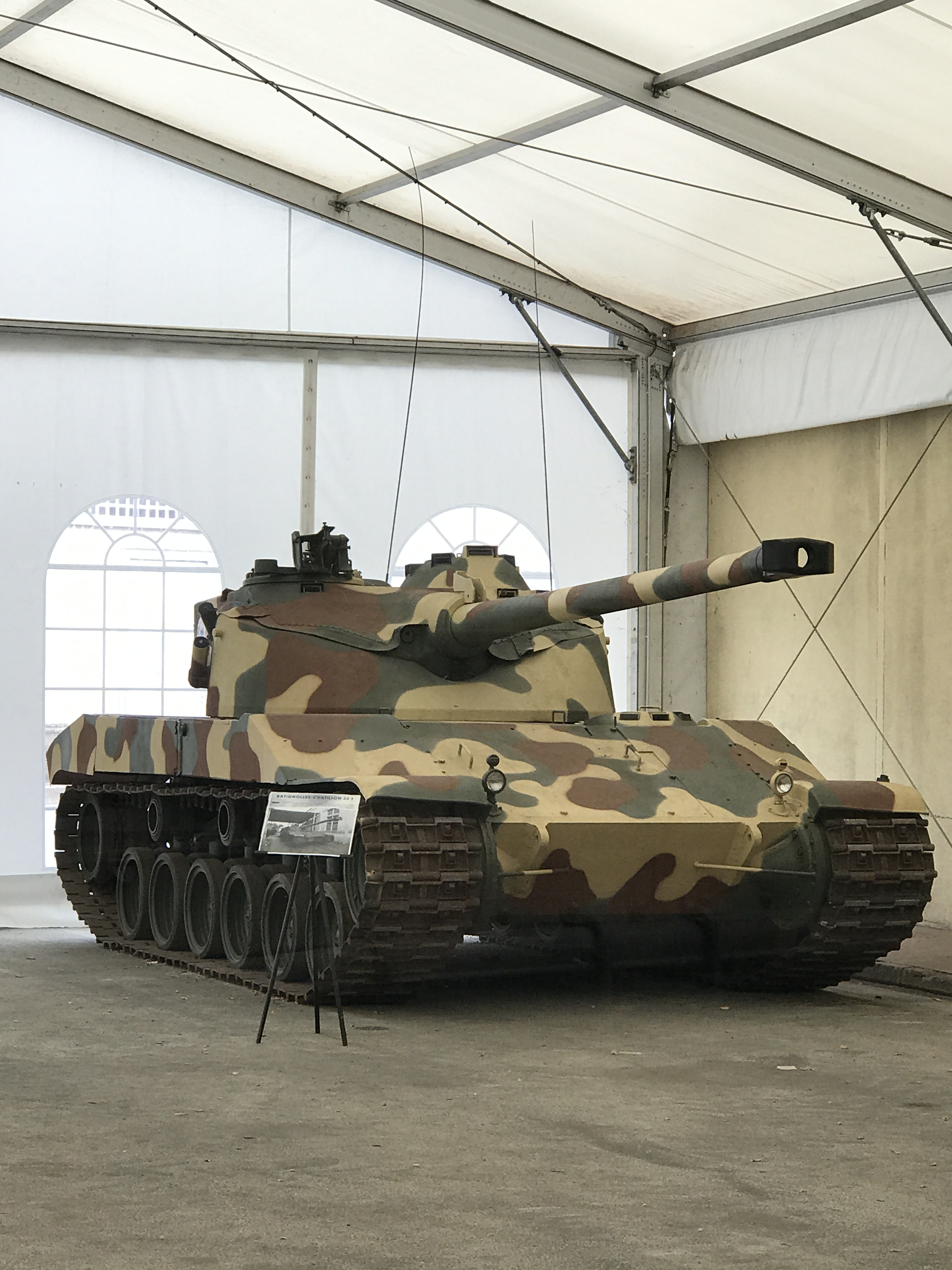
Char Batignolles-Châtillon 25T (projet 2) construit en 1954 (musée des Blindés de Saumur).

## Filiales
- Ernault-Batignolles, pour le secteur de la machine-outil (constituée en 1934)
- Locomotives et Locotracteurs Diesel S.A (absorbée en 1954)
- Batignolles-Châtillon (Mécanique générale) (constituée en 1956)
- Batiruhr (constituée en 1960)
- Dabeg-Batignolles
- Worthington-Batignolles

## Documentaires
- Batignolles, la mémoire sur les rails
- Le pain noir et les roses rouges des Batignolles

### Sources
- Jacky Réault, « L'usine des Batignolles à Nantes », 1981
- Joël Guibert, ” L’usine des Batignolles à Nantes », 1989
- « Batignolles : Mémoires d’usine, mémoires des cités », 1991
- Bruno Bellepomme, « Les Batignolles, trois cités, un quartier », 1994
- Roger Peoc'h et Jean-Yves Le Guellaf, « Notre vie de métallos batignollais de 1918 à aujourd'hui »,
- Anne Burnel, « La Société de construction des Batignolles de 1914-1939 : histoire d'un déclin », Librairie Droz, 1995
- « Histoire, économie et société, Volume 14 », 1995
- Joëlle Deniot, « Batignolles: mémoires d'usine, mémoires des cités », Centre de documentation du Mouvement ouvrier et du travail, 1991
- Roger Priouret, « Origines du patronat français », Bernard Grasset, 1963
- Daniel Pinson, « Du logement pour tous aux maisons en tous genres : l'habitat des ouvriers de la CPIO et des Batignolles rapport effectué dans le cadre de la recherche Cultures du travail et modes d'habiter en Basse-Loire », 1987
- « Notre vie de métallos batignollais de 1918 à nos jours : évocation chronologique de la vie d'une usine et de ses travailleurs », Centre d'histoire du travail, 2007
- Joëlle Deniot, Jacky Réault, « Le changement social à l'usine des Batignolles », CNRS, 1978
- Joëlle Deniot, « La coopération ouvrière à l'usine des Batignolles », 1981
- Joëlle Deniot, « La coopération ouvrière dans un établissement industriel Nantais: les Batignolles », 1977
- Joëlle Deniot, « LaLes Métiers ouvriers de la métallurgie : une usine nantaise, les Batignolles », Laboratoire d'études et de recherches sociologiques sur la classe ouvrière , DL 1981
- Christophe Patillon, « Batignolles : mémoires d'usine, mémoires des cités », Centre de documentation du mouvement ouvrier et du travail, 1991
- Joëlle Deniot, « Usine et coopération ouvrière : métiers, syndicalisation conflits aux Batignolles », Anthropos, DL 1983
- Louis Le Bail, « Saint-Jo et les Batignolles : histoires d'un quartier nantais », Amicale laïque Porterie, 2012